# Kościół św. Michała Archanioła w Unieradzu
Kościół pw. św. Michała Archanioła w Unieradzu – rzymskokatolicki kościół filialny parafii pw. św. Andrzeja Boboli w Gościnie, należący do dekanatu Gościno, diecezji koszalińsko-kołobrzeskiej, metropolii szczecińsko-kamieńskiej, w Unieradzu, w województwie zachodniopomorskim.
Odpust Kościoła w Unieradzu odbywa się 29 września w uroczystość Świętych Archaniołów Michała, Gabriela i Rafała.

## Historia
Świątynia została wybudowana w XIII w. w stylu romańskim. W XV w. została dobudowana wieża.
Kościół został poświęcony 29 września 1957 r.

## Architektura
Kościół wybudowano z kamieni polnych na planie prostokąta z niewyodrębnionym prezbiterium zakończonym półkoliście. Wieża jest konstrukcji słupowej, wykonana w całości z drewna, odeskowana pionowo. 

## Wyposażenie
W kościele znajdują się:
- witraże z herbami Manteufflów i Stojenthinów z XVI w.,
- mosiężny żyrandol z majoliką z XIX w.